# Verordnung (EU) Nr. 1308/2013
Die Verordnung (EU) Nr. 1308/2013 ist eine Europäische Verordnung, mit der eine gemeinsame Marktorganisation für landwirtschaftliche Erzeugnisse errichtet wird.

## Historie
Durch die Verordnung wurden zahlreiche ältere EU-Verordnungen zum Lebensmittel- und Agrarmarkt zusammengefasst und konsolidiert. Durch sie wurden unter anderem die Verordnung (EWG) Nr. 922/72, die Verordnung (EWG) Nr. 234/79, die Verordnung (EG) Nr. 1037/2001, sowie die Vorgängerregelung, die Verordnung (EG) Nr. 1234/2007 aufgehoben.

## Zusammenfassung
Ziel der Verordnung (EU) Nr. 1308/2013 ist es unter anderem, die EU-Argrarmärkte zu stabilisieren und dadurch die Ausweitung von Marktkrisen zu verhindern. Dazu werden verschiedene Interventionsmöglichkeiten und Maßnahmen (wie öffentliche Interventionen, Beihilfen zur privaten Lagerhaltung etc.) etabliert, die die Agrarmärkte stabilisieren sollen. Durch ausreichende Markttransparenz sollen Erzeuger landwirtschaftlicher Produkte in die Lage versetzt werden, ihre Produktions- und Investitionsentscheidungen auf Marktentwicklungen abstimmen zu können. Durch die Verordnung sollen Produktivität und Qualität landwirtschaftlicher Produkte verbessert, die Nachfrage gesteigert und der Agrarsektor dabei unterstützt werden, sich an veränderte Markte anzupassen. Die Wettbewerbsfähigkeit bestimmter Sektoren, wie Obst und Gemüse und Wein, wird durch Beihilfen erhöht.
Durch die Verordnung soll die Zusammenarbeit innerhalb der Lebensmittelversorgungskette verbessert werden, indem Erzeugerorganisationen und Branchenverbände, die die Akteure der Lebensmittelversorgungskette vertreten, gefördert werden.
Die Verordnung (EU) Nr. 1308/2013 legt Mindestanforderungen fest, um die Qualität von Produktionsverfahren und deren Erzeugnissen sicherzustellen. Sie enthält Vorschriften für die Verwendung von Bezeichnungen etwa für wertsteigernde Produktmerkmale oder Produktionsverfahren für eine Reihe von Erzeugnissen, sowie Vorschriften für den Handel mit landwirtschaftlichen Erzeugnissen und spezifische Wettbewerbsregeln.
Anmerkung: Die Verordnung (EU) Nr. 1308/2013 ersetzt und ergänzt zahlreiche andere EU-Regelungen. Durch diese Verordnung wird die EU-Kommission zudem dazu berechtigt, zusätzliche ergänzende delegierte Rechtsakte und Durchführungsrechtsakte zu erlassen. Thematisch relevante – sowohl bereits bestehende als auch aufgrund dieser Berechtigung zusätzlich erlassene – Verordnungen werden im Artikeltext an passender Stelle unten mit angeführt.

### Binnenmarkt
Der Teil II dieser Verordnung ist in zwei Titel unterteilt.
In ihm werden Instrumente zur Marktintervention für eine Reihe von Erzeugnissen definiert. Sie enthält Vorschriften für öffentliche Interventionen, wenn Erzeugnisse von Behörden der Mitgliedstaaten angekauft und durch diese bis zu ihrem Absatz gelagert werden, sowie für die Gewährung von Beihilfen für die Lagerhaltung von Erzeugnisse durch private Marktteilnehmer. Die EU-Kommission wird dazu befugt, entsprechende delegierte Rechtsakte und Durchführungsrechtsakte zu erlassen.
Beihilferegelungen (Titel I) werden z. B. für sogenannte Schulprogramme (Abgabe von Obst, Gemüse, Milch und Milcherzeugnissen in Bildungseinrichtungen, siehe auch Durchführungsverordnung (EU) 2017/39, Delegierte Verordnung (EU) 2017/40 und Durchführungsverordnung (EU) 2020/600) für Olivenöl und Tafeloliven (zugunsten der Erzeuger in Griechenland, Frankreich und Italien, siehe auch Durchführungsverordnung (EU) Nr. 615/2014, Delegierte Verordnung (EU) Nr. 611/2014 und Durchführungsverordnung (EU) 2020/600), für Obst und Gemüse (Durchführungsverordnung (EU) Nr. 543/2011, Delegierte Verordnung (EU) 2020/743 und Durchführungsverordnung (EU) 2020/600), den Weinsektor (Delegierte Verordnung (EU) 2016/1149 und Durchführungsverordnung (EU) 2016/1150), den Bienenzuchtsektor (Delegierte Verordnung (EU) 2015/1366, Durchführungsverordnung (EU) 2015/1368 und Durchführungsverordnung (EU) 2020/600), den Hopfensektor (Verordnung (EU) Nr. 738/2010) und für Rebpflanzungen (siehe Delegierten Verordnung (EU) 2018/273 und Durchführungsverordnung (EU) 2018/274) festgelegt.
Basierend auf Artikel 7 dieser enthält die Verordnung (EU) Nr. 1370/2013 Vorschriften für die Festsetzung von Preisen und die für Marktmaßnahmen verschiedener landwirtschaftliche Erzeugnisse erforderlichen Parameter.
Die Vermarktung von Erzeugnissen (Titel II) muss den bestehenden Verordnungen in der EU entsprechen. Diese gibt es etwa für Olivenöl (Durchführungsverordnung (EU) Nr. 29/2012 und Verordnung (EWG) Nr. 2568/91), Bananen (Durchführungsverordnung (EU) Nr. 1333/2011, Obst und Gemüse (Durchführungsverordnung (EU) Nr. 543/2011), Wein (Delegiertenverordnung (EU) 2019/934 und Durchführungsverordnung (EU) 2019/935), Eier (Verordnung (EG) Nr. 589/2008), Bruteier (Verordnung (EG) Nr. 617/2008), Geflügelfleisch (Verordnung (EG) Nr. 543/2008), Rindfleisch (Verordnung (EG) Nr. 566/2008) und Hopfen (Verordnung (EG) Nr. 1850/2006).
Daneben gibt es Vorschriften zur Förderung der besonderen Eigenschaften von Agrarerzeugnissen und Lebensmitteln, wie geschützte Ursprungsbezeichnungen, geografische Angaben, traditionelle Begriffe sowie Aufmachung und Etikettierung (Verordnung (EU) Nr. 1151/2012). Die Delegierten Verordnung (EU) 2019/33 und Durchführungsverordnung (EU) 2019/34 enthalten hierzu umfassende Vorschriften für den Weinsektor. Zusätzlich gibt es speziellere Vorschriften für Zucker(Verordnung (EG) Nr. 967/2006), Milch (Delegierten Verordnung (EU) Nr. 880/2012 und Durchführungsverordnung (EU) Nr. 511/2012) und Wein(Delegierten Verordnung (EU) 2018/273 und Durchführungsverordnung (EU) 2018/274).
Anerkannte Erzeugerorganisationen und Branchenverbände können von den EU-Wettbewerbsregeln ausgenommen werden, wenn sie spezifische Anforderungen erfüllen und spezifische Ziele verfolgen. Vorschriften dazu enthält die Delegierten Verordnung (EU) 2016/232, für Erzeuger von Obst und Gemüse die Durchführungsverordnung (EU) 2017/892 und für Erzeuger von Hopfen die Verordnung (EG) Nr. 1299/2007.

### Handel mit Drittländern
Der Teil III dieser Verordnung enthält zollrechtliche Vorschriften (wie Einfuhrzölle und Zollkontingente) sowie Vorschriften zu Einfuhr- und Ausfuhrlizenzen, Schutzmaßnahmen und Ausfuhrerstattungen. Die Kommission wird dazu befugt entsprechend weitere delegierte Rechtsakte und Durchführungsrechtsakte zu erlassen.
Diese weiteren Rechtsakte gelten für Einfuhrlizenzen (Delegierten Verordnung (EU) 2015/1538), der Verwaltung von Einfuhr- und Ausfuhrzollkontingenten (Delegierten Verordnung (EU) 2020/760, Durchführungsverordnung (EU) 2020/761, Delegierten Verordnung (EU) 2020/1987, Durchführungsverordnung (EU) 2020/1988, Delegierten Verordnung (EU) 2016/1237 und Durchführungsverordnung (EU) 2016/1239) zusätzliche Einfuhrzölle (Durchführungsverordnung (EU) 2019/2163) und der Berechnung von Einfuhrzöllen im Getreidesektors (Verordnung (EU) Nr. 642/2010).

### Wettbewerbsregeln
Durch den Teil IV dieser Verordnung werden Leitlinien erlassen um den Wettbewerb, insbesondere die Einhaltung der in Artikel 101 Absatz 1 und Artikel 102 AEUV genannten Vereinbarungen, Beschlüsse und Verhaltensweisen, in der Landwirtschaft zu regeln. Für die Ziele der Gemeinsamen Agrarpolitik werden Landwirten und Verbänden Ausnahmen von der Anwendung dieser Vorschriften gewährt, ebenso wie für Vereinbarungen und aufeinander abgestimmte Verhaltensweisen von anerkannten Branchenverbänden. Der Teil IV regelt auch die staatliche Beihilfen, für die Rentierzucht, den Zuckersektor, die Bienenzucht, die Weinherstellung, für Schalenfrüchte und die Verteilung von Erzeugnissen an Kinder.

### Allgemeine Vorschriften
IM Teil V dieser Verordnung werden Außergewöhnliche Maßnahmen (Kapitel I), Regeln zur Markttransparenz (Kapitel 1a) sowie Regeln zu Mitteilungen und Berichten (Kapitel II) festgelegt. Außergewöhnliche Maßnahmen, sind etwa Maßnahmen, die wirksame Reaktionen gegen anhaltende Marktstörungen, wie erhebliche Preisschwankungen innerhalb oder außerhalb des EU-Binnenmarktes, ermöglichen sollen. So wurden in diesem Zusammenhang
- die Delegierte Verordnung (EU) Nr. 1263/2014 für Milcherzeugnisse,[53]
- die Delegierten Verordnung (EU) 2020/592[54], die Delegierten Verordnung (EU) 2020/1275[55], die Delegierten Verordnung (EU) 2020/884[56], die Durchführungsverordnung (EU) 2020/600[10], die Durchführungsverordnung (EU) 2020/601[57], die Durchführungsverordnungen 2020/593[58], die Durchführungsverordnungen 2020/594[59] und die Durchführungsverordnungen 2020/599[60] zur Unterstützung der Sektoren Obst und Gemüse, Kartoffel, Blumen, Wein sowie Milch und Milcherzeugnisse während der COVID-19-Pandemie,
- die Durchführungsverordnung (EU) 2020/133[61] und die Delegierten Verordnung (EU)2020/419[62] zur Stützung des Weinsektor nach der Verhängung von US-Zöllen auf Weineinfuhren,
- die Delegierten Verordnung (EU) 2015/1853[63] zur Unterstützung von Tierhaltern im Jahr 2015 in den Sektoren Milch und Schweinefleisch

erlassen. Daneben können Maßnahmen in Bezug auf Tierseuchen und einen daraus resultierenden Vertrauensverlust der Verbraucher für die Sektoren Rind- und Kalbfleisch, Milch und Milcherzeugnisse, Schweinefleisch, Schaf- und Ziegenfleisch, Eier und Geflügelfleisch, wie etwa die Durchführungsverordnung (EU) 2018/1507 zur Marktstützung des polnischen Eier- und Geflügelfleischsektor nach Ausbrüchen der Vogelgrippe, umgesetzt werden.
Zu den Vorschriften für Mitteilungen und Berichte wurde die Durchführungsverordnung (EU) 2017/1185 veröffentlicht. Die Regelungen zur Reserve für Krisen im Agrarsektor (Artikel 226) wurden durch die Verordnung (EU) 2021/2117 aufgehoben.

### Befügnisübertragungen
Im TEIL VI, Artikel 227 der Verordnung werden der Kommission Befugnisse zur Erlassung Delegierter Rechtsakte für einen Zeitraum von 7 Jahren ab dem 20. Dezember 2013 erteilt, was aber jederzeit vom Europäischen Parlament und dem Europäischen Rat widerrufen werden kann. Diese Befugnisse werden stillschweigend um den gleichen Zeitraum verlängert, es sei denn, das Europäische Parlament oder der Europäische Rat widersprechen einer Verlängerung. Delegierte Rechtsakte, die bereits in Kraft getreten sind, werden von einem Ende der Übertragung der Befugnisse nicht berührt und bleiben in Kraft. Im Artikel 228 ist festgelegt, dass Delegierte Rechtsakte unmittelbar in Kraft gesetzt werden können.

## Anwendung
Die Verordnung (EU) Nr. 1308/2013 trat am 1. Januar 2014 in Kraft. Durch sie wurden diverse andere EU-Verordnungen aufgehoben. Seit ihrem Inkrafttreten wurde sie (Stand Januar 2023) dreißig mal geändert bzw. berichtigt.

## Lebensmittelrechtliche Bezeichnungen
Im Anhang VII der Verordnung werden zahlreiche Begriffsdefinitionen für die Verwendung in der EU festgelegt. So darf etwa der Begriff Wein nur für ein Getränk das ausschließlich durch vollständige oder teilweise alkoholische Gärung der frischen, auch eingemaischten Weintrauben oder des Traubenmostes gewonnen wird verwendet werden. Schaumwein darf nur für Erzeugnisse verwendet werden, die durch alkoholische Gärung von Weintrauben, Traubenmost, oder Wein einen Gesamtalkoholgehalt von mindestens 8,5 % und im geschlossenen Behältnis einen – ausschließlich aus der Gärung stammendem – Kohlendioxidüberdruck von mindestens 3 bar aufweisen. Die Bezeichnungen Kalb oder Kalbfleisch dürfen nicht für das Fleisch von mehr als 12 Monaten alten Tieren verwendet werden. Der Begriff Milch ist ausschließlich dem durch ein- oder mehrmaliges Melken gewonnenen Erzeugnis der normalen Eutersekretion, ohne jeglichen Zusatz oder Entzug vorbehalten. Entsprechend ist in der EU die Verwendung der Bezeichnung Milch für pflanzliche Produkte, wie etwa Sojamilch, Hafermilch, Mandelmilch etc. nicht zulässig. Soweit es sich bei der Milch nicht um Kuhmilch handelt, ist zudem die Tierart anzugeben. Der Begriff Butter darf nur für Milchfettprodukte verwendet werden, Produkte die (auch) pflanzliche Fette enthalten müssen Bezeichnungen wie etwa Margarine, Streichfett oder Mischfett tragen. Für Olivenöle werden die Herstellungsbedingungen etwa für Native Olivenöle oder Raffinierte Olivenöle festgelegt.

## Umsetzung in nationales Recht
Als Europäische Verordnung ist diese im Bereich der EU unmittelbar gültig und muss nicht in nationales Recht übertragen werden. Ihre Auslegung ist dem Europäischen Gerichtshof vorbehalten.